# Аславеняты
Аславеня́ты (бел. Аславяня́ты) — деревня в Сморгонском районе Гродненской области Белоруссии.
Входит в состав Коренёвского сельсовета.
Расположена в центральной части района на правобережьи реки Студенец. Расстояние до районного центра Сморгонь по автодороге — около 12,5 км, до центра сельсовета деревни Корени по прямой — чуть более 8 км. Ближайшие населённые пункты — Лубянка, Нестеняты, Слабсны. Площадь занимаемой территории составляет 0,8650 км², протяжённость границ 9710 м.
Согласно переписи население деревни в 1999 году насчитывало 107 человек.
До 2008 года Аславеняты входили в состав Белковщинского сельсовета.
Через деревню проходит автомобильная дорога местного значения Н6742 Белковщина — Аславеняты — Хвецевичи — Караваи.
Через населённый пункт проходят регулярные автобусные маршруты:
- Сморгонь — Стрипуны
- Сморгонь — Ябровичи

В Аславенятах находится здание бывшего пожарного депо (1938 года постройки), реконструированное в 1990 году в костёл.
Во время Великой Отечественной войны в деревне был санаторий для немецких солдат.